# Mexianthus
Mexianthus es un género botánico monotípico perteneciente a la familia de las asteráceas. Su única especie: Mexianthus mexicanus es originaria  de México.

## Descripción
Las plantas de este género sólo tienen disco (sin rayos florales) y los pétalos son de color blanco, ligeramente amarillento blanco, rosa o morado (nunca de un completo color amarillo).

## Taxonomía
Mexianthus mexicanus fue descubierta por Ynes Mexia (1870-1938) y publicado en Contributions from the Gray Herbarium of Harvard University 80: 5–6. 1928.